# Sardis Road
Sardis Road – stadion w walijskim mieście Pontypridd służący do rozgrywania meczów rugby union.
Budynek klubowy został otwarty w styczniu 1974 roku, a pierwszy mecz rozegrano 4 września tego roku. Przez pierwszą część sezonu brak było infrastruktury – trybuna została oddana do użytku w lutym, a szatnie i oświetlenie w połowie marca 1975 roku. Stadion mieści 7861 widzów i jest domowym obiektem klubu Pontypridd RFC, wykorzystywał go również nieistniejący zespół Celtic Warriors. Posiada też sale z przeznaczeniem na spotkania, konferencje i przyjęcia. W 2005 roku pojawił się pomysł sprzedaży stadionu z przylegającym terenem i zbudowanie w jego miejscu centrum handlowego, zgody na to nie wyraziło jednak Walijskie Zgromadzenie Narodowe.
Podczas Pucharu Świata 1991 na stadionie odbył się mecz Argentyna–Samoa Zachodnie, zaś w swej historii gościł także reprezentacje Rumunii, Australii, Fidżi i Nowej Zelandii.